# Nevroekonomija
Nevroekonomija je multidisciplinarna veda, ki proučuje proces odločanja ob izbiranju optimalne opcije izmed večjega števila alternativ. Integrira spoznanja in metodologijo ekonomije, nevroznanosti in psihologije.
Pogosta področja raziskovanja vključujejo odločanje v negotovih situacijah, izogibanje izgubi in odločanje v socialnem kontekstu.

## Zgodovina
Zgodovina preučevanja odločanja sega nazaj do leta 1776 in izdaje Blagostanja narodov Adama Smitha. Smith je v svojem delu opisal nekaj osnovnih okoljskih dejavnikov ki vplivajo na odločanje ter tako oblikujejo globalne trende v trgu.
Nove psihološke koncepte kot  so 'živalski duhovi', je v ekonomijo vpeljal John Maynard Keynes. V 1930ih so Samuelson, Arrow in Debreu začeli poučevati matematično strukturo potrošniškega vedenja. Njihovi modeli so se osredotočali predvsem na optimalno vedenje vedenje in manj na to, kako se potrošniki dejansko odločajo in kako se trgi dejansko vedejo. 
Von Neumann in Morgenstern sta na podlagi teh preprostih modelov utemeljila teorijo koristnosti, ter pokazala da se posameznik, ki se vede v skladu z manjšim številom osnovnih aksiomov, obnaša kot da bi sledil zvezni koristnostni funkciji, katera subjektivne vrednosti preslika v objektivne, ob tem pa se posameznik vede tako, kot da bi poizkušal maksimizirati pričakovano korist. S tem sta von Neumann in Morgenstern postavila osnovo teorije iger, ki modelira situacije kjer so izidi odvisni od večjega števila agentov z različnimi preferencami.
Teorija razkritih preferenc, ki preference posameznikov enači z njihovim potrošniškim vedenjem, je psihološke aspekte ekonomije potisnila v ozadje.
V 1950ih je Milton Friedman v svoji knjigi Metodologija pozitivne ekonomije zagovarjal stališče, da dejanska veljavnost predpostavk teorije racionalnega potrošniškega vedenja ni bistvena. Po njegovem mnenju je pomembno zgolj to, da predpostavke dajejo točne napovedi. Če teorija racionalnega vedenja daje napovedi, ki so skladne z dejanskim vedenjem potrošnikov, se je nesmiselno obremenjevati s tem, ali se potrošniki res odločajo po racionalnih principih.
Leta 1953 je francoski ekonomist Maurice Allais v seriji eksperimentov odkril t. i. Allaisov paradoks. Njegovi eksperimenti so pokazali vzorce vedenja, ki so kršili aksiome teorije pričakovane koristi.
Prvoten odziv zagovornikov klasičnih modelov je bil, da klasični modeli sicer držijo, a zgolj pod določenimi pogoji. Vzporedno pa se je v poznih 70ih in 80ih letih pojavila ločena smer raziskovanja, katere začetek sta sprožila Daniel Kahneman in Amos Tversky, ki sta v seriji prelomnih eksperimentov pokazala, da je obseg vedenja, ki ga klasični modeli ne morejo pojasniti, še dosti večji kot je menil Allais. Ta veja raziskovalcev, ki so prihajali tako iz ekonomskih kot iz psiholoških vod, se je poimenovala vedenjska ekonomija in je s ponovljivimi eksperimenti zavračala temeljne aksiome klasičnih teorij vedenja in izbire. V svoje modele je vključevala omejitve racionalnosti, moči volje ter samointeresa. Prav tako je vpeljala koncepte kot so hevristike in različni viri pristranskosti pri vedenju in odločanju.
Vedenjska ekonomija je pripeljala do razumevanja razcepa med normativnim in dejanskim vedenjem posameznikov. 
Prav tako pa so vedenjski ekonomisti začeli svoje ideje izražati znotraj informacijsko-procesne paradigme mišljenja, z opisovanjem kognitivnih algoritmov ki naj bi pojasnjevali različna vedenja in izbire. In prav ta osredotočenost na samo procesiranje informacij je bila povod za nastanek nevroekonomije. Nevroekonomija je namreč ponujala proučevanje vedenja in izbir na eni, ter istočasno fiziološke meritve procesiranja informacij v živčnem sistemu na drugi strani. Nevroznanstvene metode so omogočile vsaj posredno spremljanje tega, kako možgani procesirajo informacije, povezane z ekonomskimi odločitvami, ter kako način procesiranja vpliva na to, do kakšne izbire na koncu pride.

## Glavna področja raziskovanja

#### Odločanje v negotovih in tveganih situacijah
Kot alternativa Bernoullijevi teoriji maksimizacije koristi, ki predpostavlja racionalno vedenje, se je v zadnjih desetletjih uveljavila teorija obetov, ki sta jo postavila Kahneman in Tversky. Ta vključuje pojave kot so izogibanje tveganju, iskanje tveganja ter tendenco posameznikov da precenjujejo majhne in podcenjujejo velike verjetnosti.
Raziskave s fMRI so pokazale, da je za procesiranje informacij v negotovih situacijah odgovoren posteriorni del frontomedianskega korteksa (Broadmannovo področje 8). V tveganih situacijah pa se poveča aktivnost v insularnem korteksu.
Glede na to, da je prefrontalni korteks povezan z razmišljanjem in razumevanjem, so ta področja morda zadolžena za izbiranje najustežnejše akcije v primerih, ko so na voljo le pomanjkljive informacije.
Na molekularni ravni so raziskave pokazale, da so s tveganjem in negotovostjo povezane spremembe v možganih vezane na funkcijo nevrotransmiterja dopamina.

#### Strah pred izgubo
Pomembna značilnost odločanja ljudi v ekonomskih situacijah je močen strah pred izgubo. Izguba določene količine denarja povzroči dosti več negativnih čustev, kot pridobitev iste količine denarja povzroči pozitivnih. Ta psihološki fenomen je bil potrjen tudi s fiziološkimi meritvami indikatorjev kot so prepustnost kože, srčni utrip ter širjenje zenic.
Študija na posameznikih s poškodovano amigdalo je pokazala, da imajo zmanjšan strah pred izgubo, čeprav je izogibanje tveganju ostalo normalno.

#### Socialno odločanje
Ko je odločanje postavljeno v socialni kontekst, se odprejo teme raziskovanja kot je altruizem, sodelovanje, kaznovanje in maščevanje. V nevroekonomiji se ti pojavi preučujejo predvsem skozi paradigmo zapornikove dileme.
V zapornikovi dilemi imajo udeleženci na voljo sodelovanje ali pa nesodelovanje z drugo osebo. Ko se odločijo za sodelovanje, slikanje možganov pokaže aktivacijo ventralnega striatuma, ki je del nevronske poti za nagrajevanje. A do te aktivacije pride le v primeru, ko posamezniki igrajo zapornikovo dilemo s človekom, ne pa ko igrajo z računalnikom.
Ključen aspekt socialnega odločanja v situacijah kot je zapornikova dilema, je zaupanje. Na molekularni ravni je občutek zaupanja tesno povezan s prisotnostjo hormona oksitocina. Oksitocin je hormon, tesno povezan z materinskim in partnerskim vedenjem, tako pri človeku kot pri mnogih drugih živalih. Manipulacija z nivojem oksitocina pri ljudeh vodi v višje zaupanje drugim ljudem ob višjih ravneh oksitocina.

#### Intertemporalna izbira
Intertemporalne odločitve so tiste odločitve, ki vključujejo tveganja in pridobitve, razporejene čez daljše časovno obdobje. Del nevroznanosti, ki se ukvarja z intertemporalno izbiro, tako preučuje vrednost, ki jo posamezniki pripisujejo dogodkom in pridobitvam glede na čas, ko do njih pride. Standardna teorija na tem področju je teorija odštete koristnosti, ki izhaja iz klasične ekonomije in predpostavlja, da posamezniki vrednotijo dogodke in pridobitve enako, ne glede na to, kdaj do njih pride. Temu pa nasprotujejo empirični podatki, zato po mnenju nekaterih ekonomistov ta teorija ni zadostna za pojasnjevanje intertemporalne izbire.
Alternativno razlago ponuja teorija hiperboličnega odštevanja, po kateri ocene vrednosti drastično padejo že po zelo kratkem času, naprej pa padajo zelo počasi. Ta teorija pojasni fenomene, ki se v okviru teorije odštete koristnosti zdijo paradoksalne. Razloži na primer, zakaj bi večina ljudi raje izbrala en bombon danes, kot dva bombona jutri, medtem ko bi raje izbrali dva bombona čez 101 dan kot pa en bombon čez 100 dni.
Nevroekonomija se ukvarja predvsem z odkrivanjem možganskih mehanizmov, ki so odgovorni za takšne vzorce razlik v vrednotenju glede na čas. Dosedanje raziskave kažejo na dva, do neke mere nasprotujoča si mehanizma, ki sta povezana z različnimi intertemporalnimi odločitvami. Limbični sistem je zelo aktiven takrat, kadar se posameznik odloči za takojšnjo nagrado, medtem ko se lateralni prefrontalni korteks aktivira v enaki meri ne glede na izbiro. Razmerje med aktivacijo limbičnega sistema in korteksa se manjša z oddaljenostjo nagrade. Izsledki raziskav tako kažejo, da je limbični sistem najverjetneje odgovoren za bolj impulzivne izbire takojšnjih nagrad, medtem ko aktivacija lateralnega prefrontalnega korteksa pojasnjuje bolj splošne značilnosti intertemporalnega odločanja.
Na molekularni ravni je nevroekonomija odkrila pomemben vpliv nevrotransmiterja serotonina na hiperbolično odštevanje. Zmanjšanje nivoja serotonina pri podganah je zmanjšalo odštevanje, medtem ko ni imelo vpliva na odločanje v negotovih situacijah.Možno je torej, da je dopamin odgovoren za verjetnostno, serotonin pa za časovno negotovost.
Na impulzivnost pri odločanju vplivajo tudi nekateri možganski hormoni. Kortizol, ki ga hipotalamus izloča kot odziv na stresne situacije, je povezan z nižjo ravnijo impulzivnosti pri intertemporalnih odločitvah.

## Metodologija
Nevroekonomija kombinira tehnike vedenjske ekonomije s tehnologijami za merjenje in manipuliranje možganske aktivnosti. To vključuje slikanje možganske aktivnosti (fMRI, PET), merjenje električnih potencialov na površju glave (EEG) ter manipulacijo možganske aktivnosti s TMS ali spreminjanjem količine različnih nevrotransmiterjev in hormonov.
Še ena metoda nevroekonomskega raziskovanja je preučevanja odstopanj v odločanju pri posameznikih s poškodbami možganov. V študijah z živalskimi modeli so takšne poškodbe pogosto tudi načrtno povzročene, kar omogoči bolj natančne poškodbe, omejene na specifičen del možganov, in posledično bolj gotove zaključke o tem, kakšno funkcijo opravljajo posamezne možganske regije.
V tipičnem nevroekonomskem eksperimentu mora udeleženec izvajati določeno vrsto ekonomskih odločitev, pri čemer raziskovalci z eno od naštetih metod merjenja možganske aktivnosti merijo spremenljivke, ki jih zanimajo. To raziskovalcem omogoči, da specifične vzorce možganske aktivnosti povežejo s specifičnimi vzorci ekonomskega vedenja.

## Kritike
Nevroekonomija je deležna veliko kritik predvsem s strani zagovornikov klasičnih ekonomskih modelov, ki menijo da nevroekonomija podcenjuje moč le-teh. Prav tako se tej dokaj novi vedi pogosto očita, da ne prinaša nobenih res pomembnih novih uvidov. 
Nekateri kritiki menijo tudi, da je nevroekonomski pristop k preučevanju odločanja pretirano redukcionističen.
Angela Stanton pa meni, da nevroekonomija ni dejansko v kakršnemkoli kofliktu s klasično ekonomijo, niti je ne poizkuša po nepotrebnem reducirati. Po njenem mnenju gre preprosto za preučevanje dveh različnih vidikov istega fenomena. Nevroekonomija v kontroliranem okolju preučuje učinke manipuliranja s posameznimi spremenljivkami, medtem ko klasična ekonomija preučuje povprečne izide vedenja velikega števila ljudi in poizkuša te izide retroaktivno pojasnjevati.